# Nemosoma syriacum
Nemosoma syriacum là một loài bọ cánh cứng trong họ Trogossitidae. Loài này được Pic miêu tả khoa học năm 1901.